# Menorah

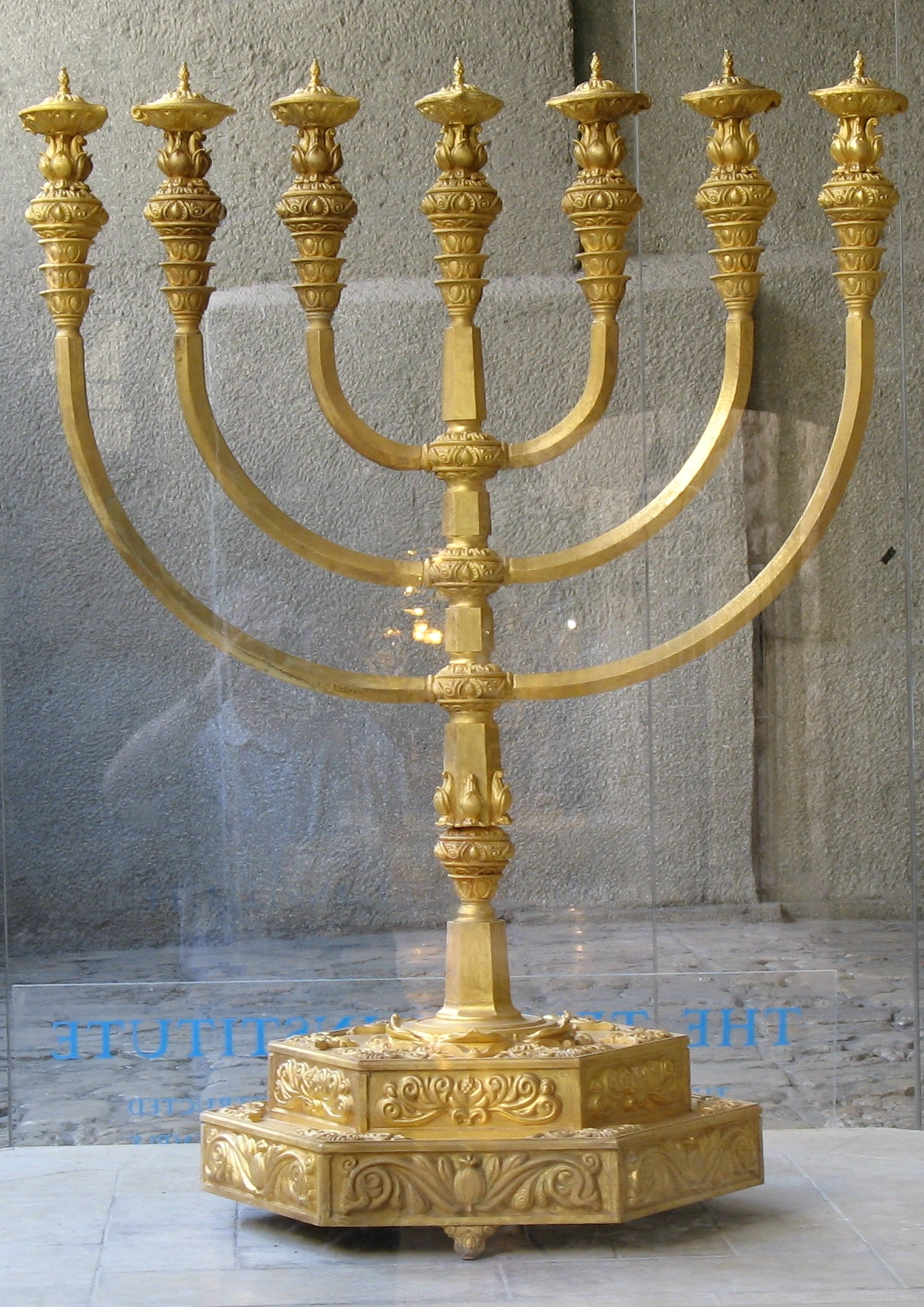
Ricostruzione della Menorah del Tempio creata dal Temple Institute

Stemma ufficiale dello Stato di Israele: la Menorah fiancheggiata da due rametti d'olivo. Sotto la Menorah la scritta "Israele".

La Menorah (ebraico: מנורה) è una lampada ad olio a sette braccia che nell'antichità veniva accesa all'interno del Tempio di Gerusalemme attraverso la combustione di olio consacrato, che simboleggia i sette giorni della creazione (sabato al centro) e i 7 pianeti.
Il progetto originale, la forma, le misure, i materiali e le altre specifiche tecniche si trovano per la prima volta nella Torah, nel libro dell'Esodo, in corrispondenza delle regole inerenti al tabernacolo: le stesse regole adottate poi per il Santuario di Gerusalemme.

## Storia

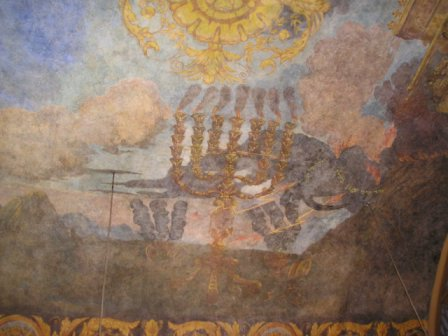
Rappresentazione artistica della Menorah, tratta dal soffitto affrescato della sinagoga di Saluzzo, Piemonte.

La Menorah è uno dei simboli più antichi della religione ebraica. Secondo alcune tradizioni la Menorah simboleggia il rovo ardente in cui si manifestò a Mosè la voce di Dio sul monte Horeb, secondo altre rappresenta il sabato (al centro) e i sei giorni della creazione.
Nel tabernacolo d'Israele, la menorah era d'oro e di disegno simile a quello delle comuni lampade (o candelabri) d'uso domestico, era adorna di pomoli e fiori alternati e aveva un'asta centrale e tre braccia per parte, che sostenevano in tutto sette piccole lampade. Per queste lampade si usava solo olio puro di olive schiacciate.
Il destino della Menorah originale è tuttora oscuro: fatta interamente d'oro, d'un sol blocco, venne con molta probabilità portata a Roma quando Tito conquistò la terra di Israele nel 70, come testimoniato da una raffigurazione sullo stesso Arco di Tito. Secondo alcune testimonianze non confermate, è rimasta a Roma fino al sacco di Roma del 455 finendo poi, dopo alterne vicissitudini, a Costantinopoli. Da qui in poi se ne perdono le tracce. La tradizione ebraica sostiene invece che la Menorah trafugata da Tito fosse una copia (come provato dalle incongruenze fra il bassorilievo raffigurato sull'arco di Tito e la forma conosciuta della Menorah biblica). Quella vera sarebbe stata nascosta in previsione della distruzione del secondo Tempio di Gerusalemme.
Lo scrittore Stefan Zweig nella novella Il candelabro sepolto immagina che la Menorah sottratta agli Ebrei da Tito fosse quella originale, forgiata dalle mani di Mosè; trafugata dai Vandali nel 455 e portata a Costantinopoli da Belisario nel 534, nel racconto di Zweig la Menorah sarebbe ritornata rocambolescamente in possesso degli Ebrei.
Con la distruzione del Santuario di Gerusalemme molte tradizioni sono state riadattate, ma non la Menorah, che non ha collocazione liturgica, mantenendo quindi solo funzioni ornamentali oppure come candelabro di illuminazione (anche elettrica) in luoghi di riunione e di preghiera.
Ancor oggi la Menorah è un simbolo universale della religione ebraica.

## Uso moderno
Nelle sinagoghe, oltre ad una lampada semplice ad olio sempre accesa di fronte all'Aron, chiamata ner tamid (luce eterna), è spesso presente una menorah o una sua rappresentazione.
Una menorah è rappresentata sullo stemma dello Stato di Israele, basata sulla rappresentazione della menorah sull'Arco di Tito.

## Nella religione cristiana
Nell'arredo liturgico medievale di molte chiese cristiane europee si trova un candeliere a sette braccia, emulato sul simbolo originale ebraico. Il più antico esistente tra questi è il candelabro a sette braccia di Essen conservato nella sua cattedrale di Essen in Germania. Nella prima cristianità, infatti, i "sette" simboleggiavano l'unità del divino e del terreno, poiché univa i "tre" della trinità e i "quattro" dei punti cardinali terrestri. Allo stesso tempo, il numero sette rappresentava i sette doni dello Spirito Santo, mentre il candelabro rappresentava Cristo stesso.

## Galleria d'immagini

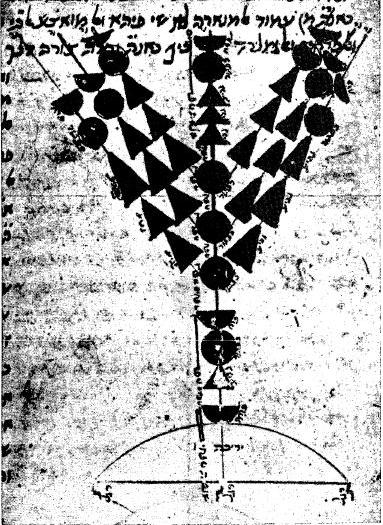
Disegno Maimonides della menorah
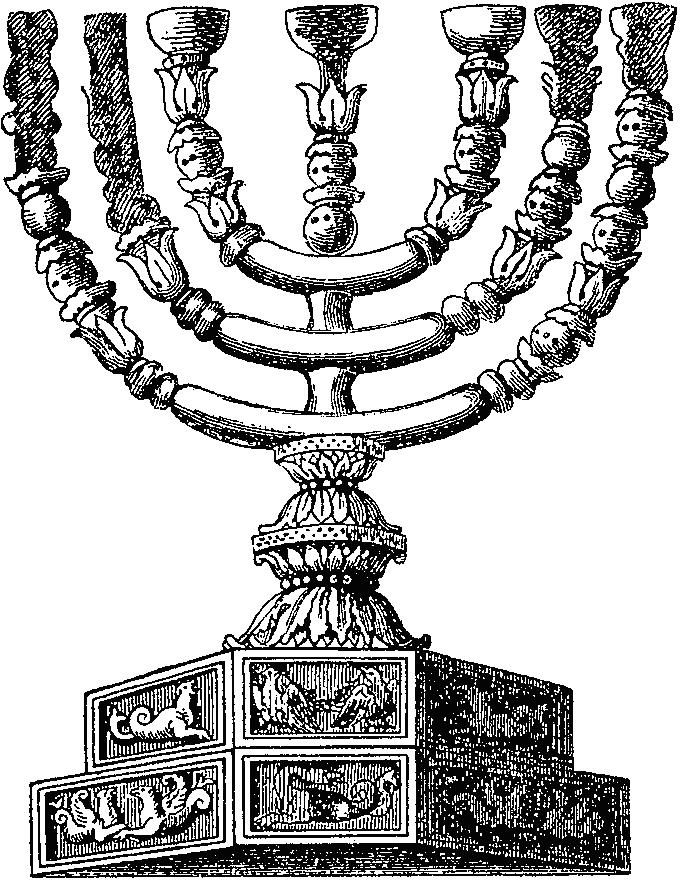
Un disegno sulla rappresentazione della Menorah vista sull'Arco di Tito a Roma, Italia.
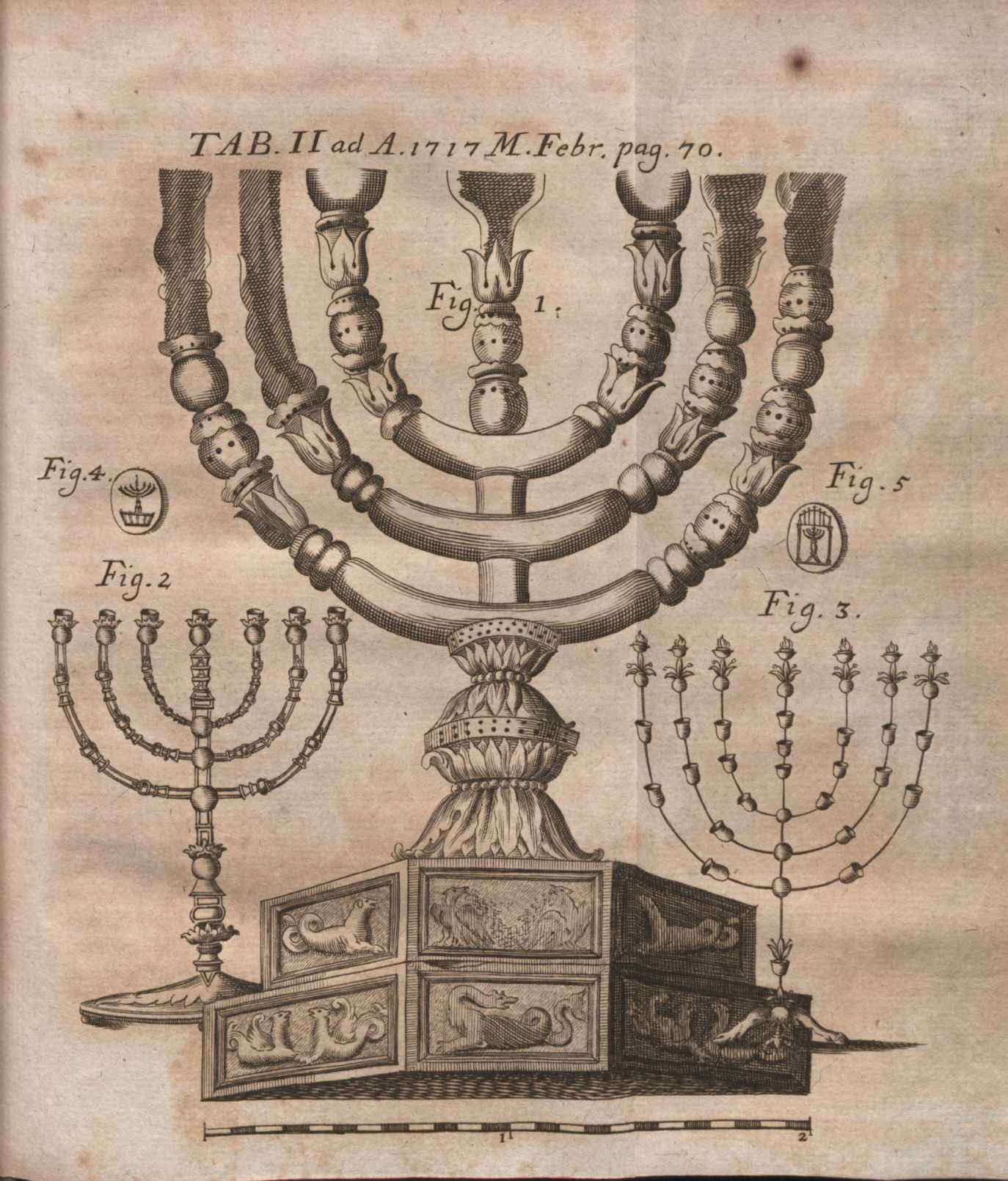
Rappresentazione di Menorah in una tavola del 1717 degli Acta Eruditorum
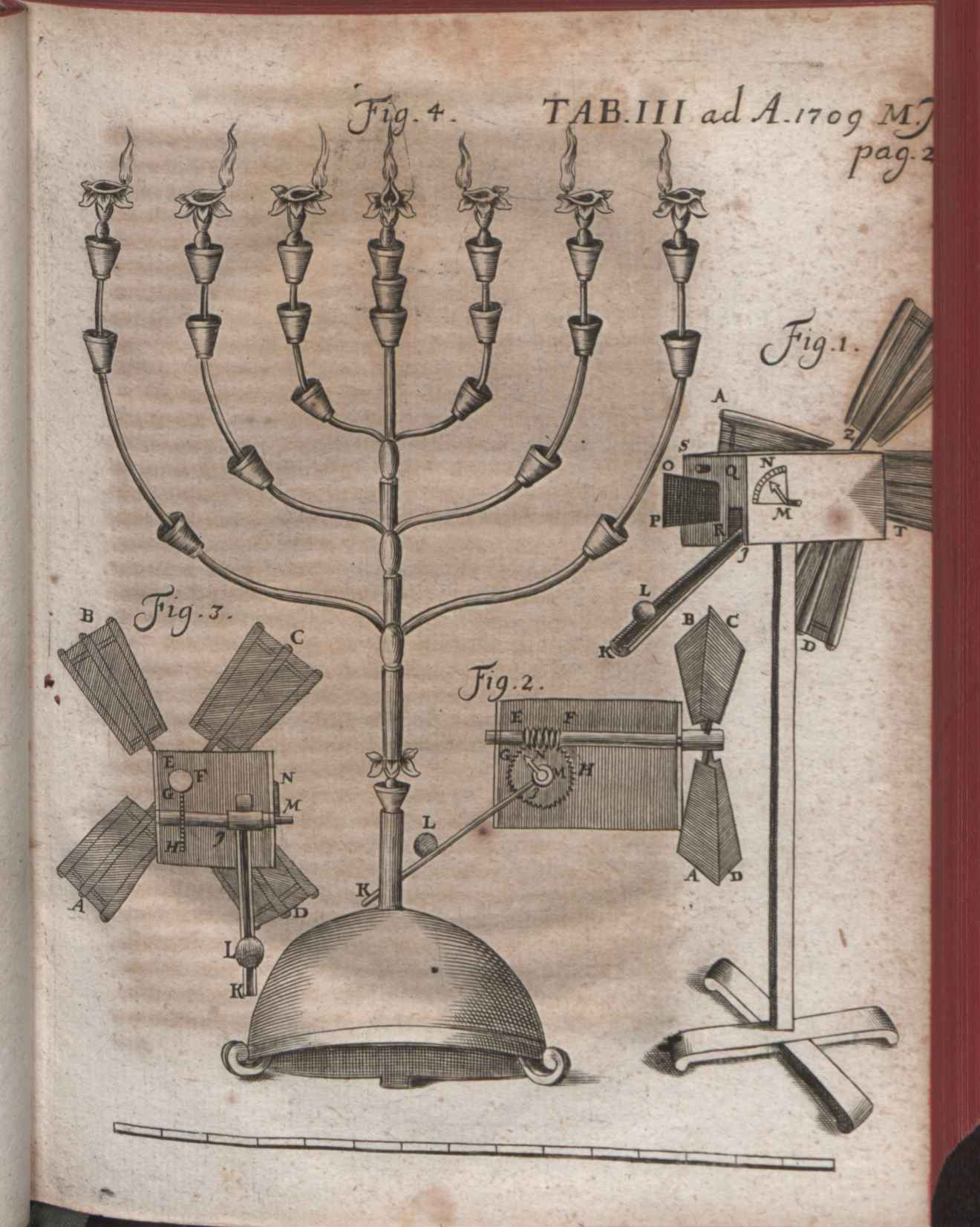
Rappresentazione di Menorah in una tavola del 1709 degli Acta Eruditorum
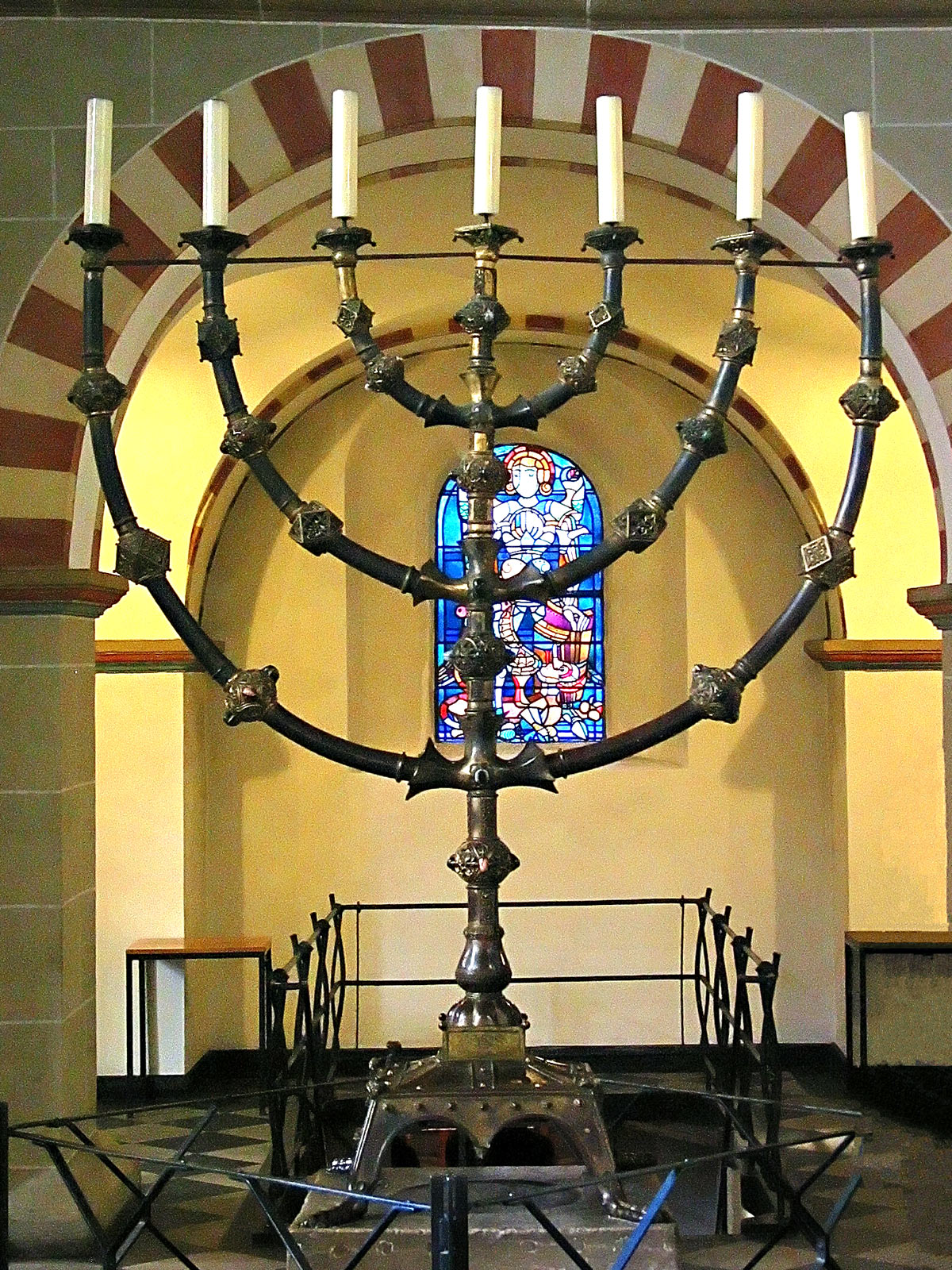
Il candelabro a sette braccia di Essen